# Halimeda macroloba
Espèce
Halimeda macroloba est une espèce d'algues vertes de la famille des Udoteaceae.